# 長谷川拳杜
長谷川 拳杜（はせがわ けんと、1993年11月8日 - ）は、IBC岩手放送のアナウンサー。

## 来歴・人物
岩手県紫波町出身。岩手県立花巻北高等学校、山梨県立大学卒業後、2016年4月に入社。IBCの同期入社には清水康志と川島有貴（いずれもアナウンサー）。第44回（2018年度）アノンシスト賞新人奨励賞受賞（ふくしま駅伝応援実況）。趣味は、ジェットコースター巡り。

## 出演番組

### テレビ
- じゃじゃじゃTV
- 岩手日報IBCニュース

### ラジオ
- ワイドステーション金曜日
- ゲツキンライブ1745
- 歌って笑って民謡まわり舞台
- IBCラジオ実況中継 岩手競馬クロス(X)
- おしゃべり技術くん
- 放送休止中に放送する番組 - 2023年8月27日と10月23日、2024年2月5日の1:00から4:00まで、放送休止中に生放送でリスナーへリクエストを募り、音楽を流す放送を企画・構成して司会を務めた[1]。

## 過去の出演番組

### ラジオ
- イチロクSTUDIO（2016年10月 - 2017年3月、同期入社の川島有貴と交代で担当)
- 地方創生プログラム ONE-J（2024年4月21日・28日）